# Powerbank

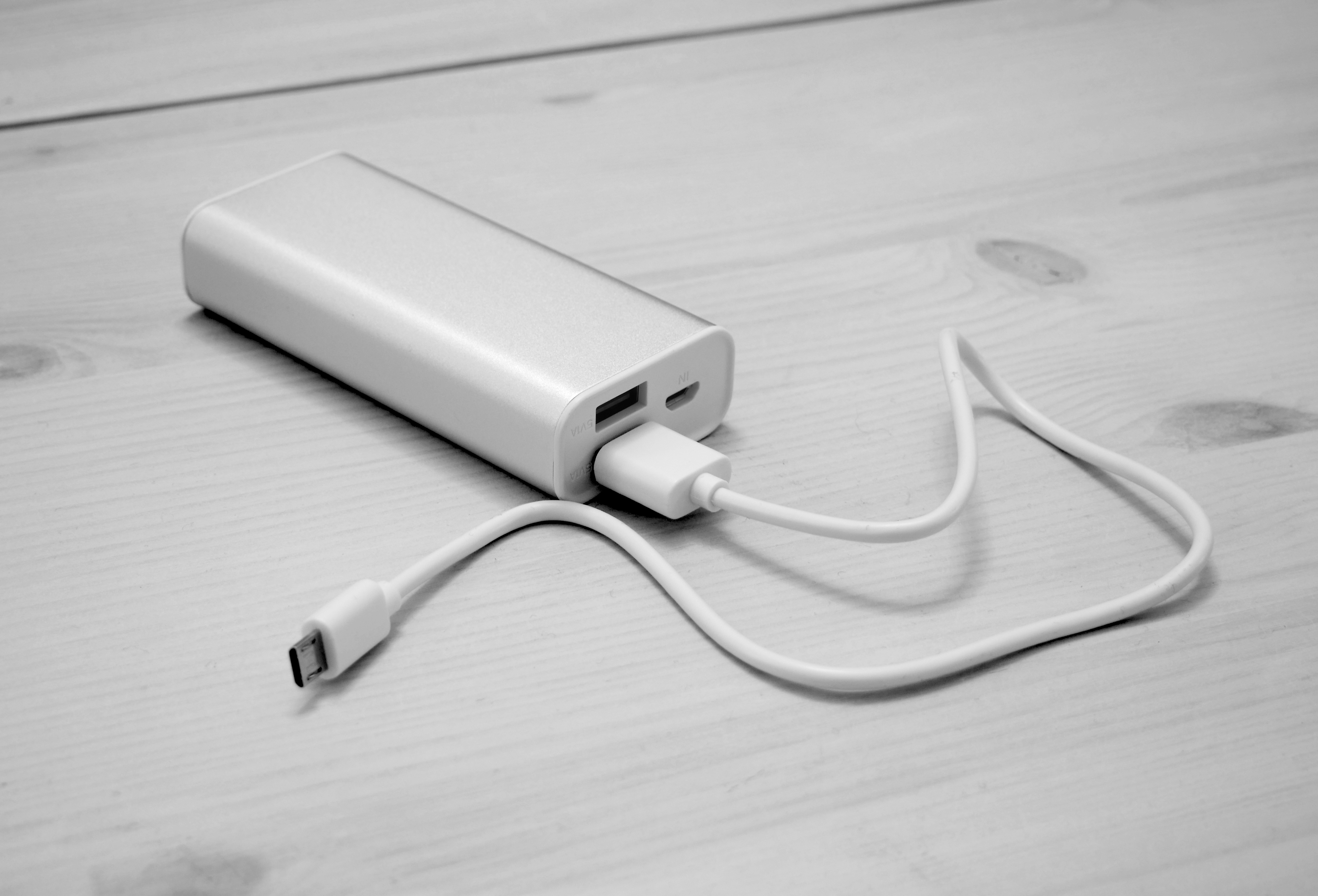
Powerbank mit USB-Kabel

Eine Powerbank ist ein mobiler Zusatzakku insbesondere für Mobilgeräte. Sie besteht neben dem Akku mit Ladeelektronik aus einem Schaltwandler, der eine konstante Ausgangsspannung, meist fünf Volt, bereithält.
Die fortschreitende Miniaturisierung und die Entwicklung zu immer flacheren mobilen Endgeräten setzt der Kapazität der in die Geräte integrierbaren Akkus technische Grenzen. Um die Verwendungsdauer der Geräte zu verlängern, gibt es daher diese zusätzlichen, extern anschließbaren Speicher. So kann man auch in Situationen, in denen das Laden auf den üblichen Wegen nicht möglich ist, das entsprechende Endgerät benutzen. Der häufigste Grund hierfür ist die räumliche Entfernung des Benutzers von einer für ihn verfügbaren Steckdose bei längerem Gebrauch des Endgeräts, bei dem eine Akkuladung nicht ausreicht, zum Beispiel bei einem Tagesausflug. Ein großer Vorteil der Powerbank ist hierbei das leichte Gewicht, das beim Tragen von Gepäck bei den handelsüblichen Geräten kaum zusätzliche Belastung bringt.
In den letzten Jahren wurden Powerbanks überwiegend zum mobilen Laden von Smartphones und Tablets genutzt, größere Exemplare versorgen auch Notebooks.

## Technisches

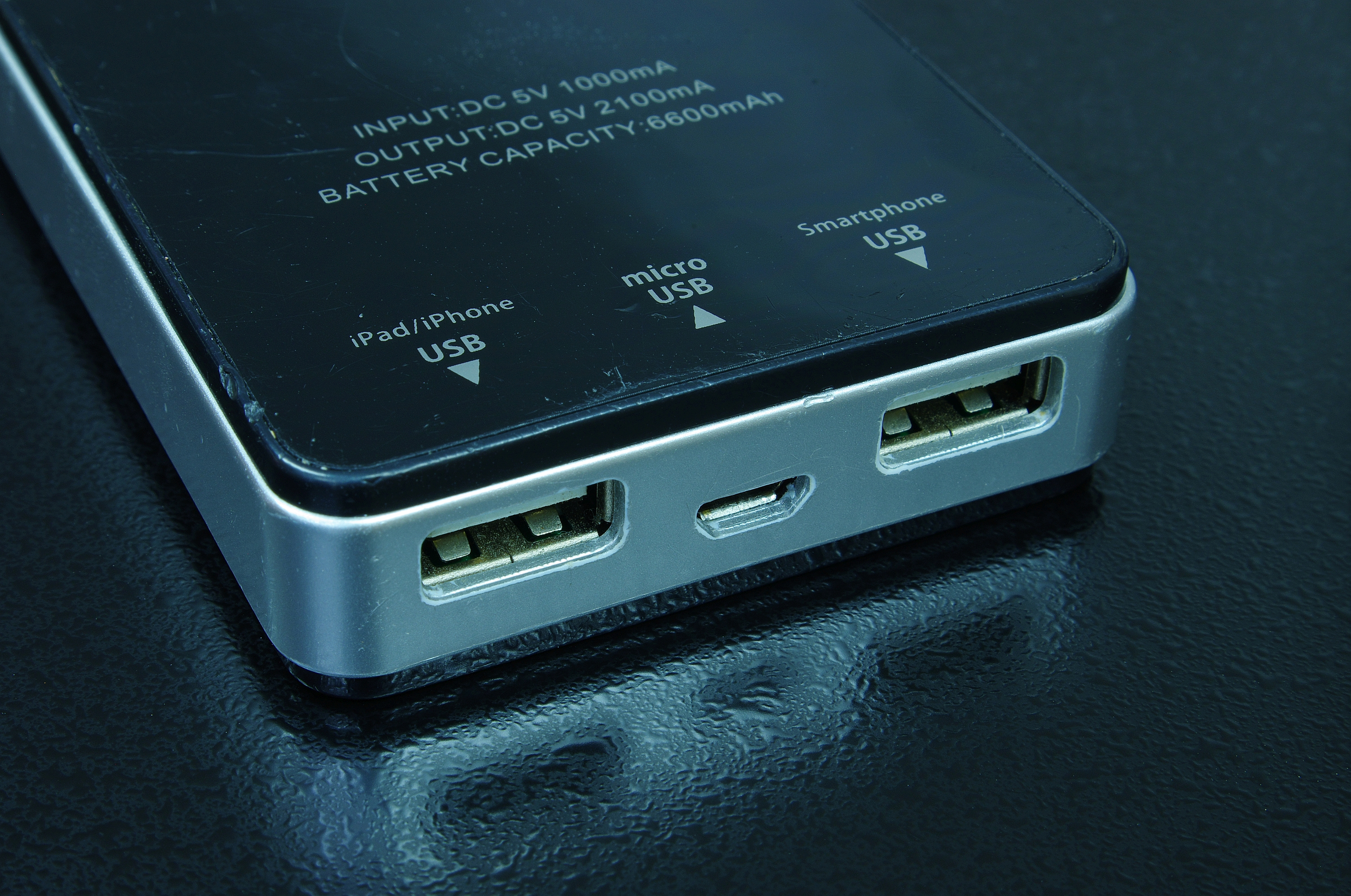
Dedizierte Ausgänge

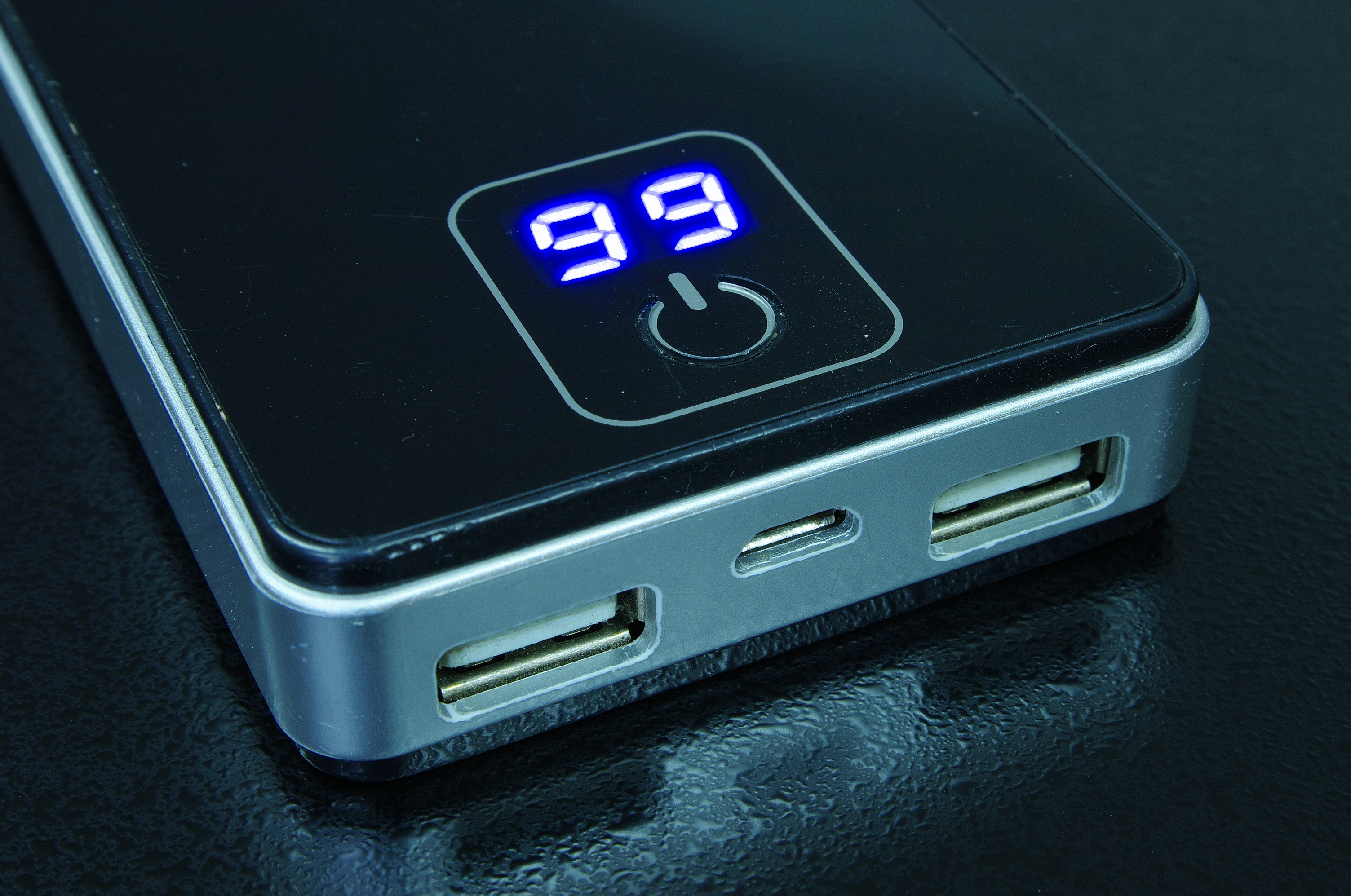
Digitale Ladezustandsanzeige

Eine Powerbank ist gewöhnlich mit einer oder mehreren Lithium-Ionen-Akkuzellen ausgerüstet, daher ist die Mitnahme im Flugzeug aufgrund der Brandgefahr an Bedingungen geknüpft. Sie enthält einen Schaltregler zur Stabilisierung der Ausgangsspannung und Strombegrenzung sowie oft LEDs zur Anzeige des Betriebs- bzw. Ladezustands. Die Stromabgabe erfolgt über einen oder mehrere USB-Anschlüsse (Typ A oder C), geladen wird die Powerbank über einen Micro-USB (Typ B)-Anschluss, bei neueren Modellen über einen USB-C-Anschluss. Die möglichen Lade- und Entladeströme sind nicht standardisiert und können von den USB-Spezifikationen abweichen.
Die Akkus in Powerbanks mit USB-Ausgang haben Kapazitäten (=elektrische Ladungsmengen) zwischen 1.000 mAh bis über 20.000 mAh. Herstellerangaben beziehen sich auf den verbauten Akku, nicht auf die durch den Anschluss entnehmbare elektrische Energie, denn die interne Akkuspannung von 3,7 Volt muss auf die Zielspannung (meist 5 Volt) angehoben werden und der Wirkungsgrad des Schaltwandlers abgezogen werden. Geringe weitere Verluste ergeben sich durch den Kabelwiderstand. Die Kapazität der Powerbank sollte daher mindestens doppelt so groß wie die des zu versorgenden Geräts gewählt werden. Es ergibt sich ein reales Energiespeichervermögen von ca. 3 Wh bis 60 Wh, welches durch Verschleiß und Alterung der Zellen langsam abfällt. Ein Vergleichstest von 98 Powerbanks mit nominell 2.000 bis 27.000 mAh ergab, dass durchschnittlich 85 Prozent der beworbenen Kapazität zur Verfügung stehen; signifikant schlechter schnitten kleine Powerbanks unter 6.500 mAh ab.
Bei praktisch allen Modellen wird der Ausgang abgeschaltet, wenn der Ausgangsstrom für eine Weile zu gering wird. Die automatische Abschaltung unter der Grundlastschwelle lässt sich mit einer kleinen Schaltung verhindern, welche den Ausgang periodisch für mehrere Sekunden belastet.
Der maximale Strom kann im Falle einer Powerbank mit USB-A-Anschluss zwischen 500 mA und über 3 A variieren. Powerbanks mit USB-A-Anschluss liefern 5 V, solche mit einem USB-C-Anschluss können – sofern die Powerbank selbst das unterstützt – im Rahmen der USB-C-Spezifikationen zwischen 5 V und 20 V ausgeben (bis zu 100 Watt).
Für Laptops werden aber entsprechend größere Geräte angeboten, die über Adapter Notebooks mit den dort üblichen Spannungen von z. B. 12 V oder 19 V versorgen. Powerbanks mit anderen Ausgängen, z. B. für FireWire wären technisch möglich, sind jedoch in der Praxis meist in den größeren Powerstations anzutreffen.

## Zusatzfunktionen
Manche Powerbanks können zeitgleich geladen werden und Strom abgeben. Nur solche sind als Pufferbatterie geeignet, aber auch davon nur manche für Solarzellen.
Manche Powerbanks verfügen über eine Ladefläche zum induktiven Laden des Endgerätes. Drahtlose Energieübertragung ist allerdings weniger effizient.
Zusatzfunktionen können auch eine eingebaute Taschenlampe oder die Anzeige des Ladezustands sein.
Es gibt hochstromfähige Powerbanks, die dediziert oder als Zusatzfunktion zur Starthilfe bei PKW eingesetzt werden können. Diese versagen aber meist bei Temperaturen unter dem Gefrierpunkt, denn Lithium-Akkus sind im Vergleich zu Bleiakkus kälteempfindlicher.